# Førde (Hordaland)
Førde este o localitate din comuna Sveio, provincia Hordaland, Norvegia.